# Баянгазуй
Баянгазуй — деревня в Эхирит-Булагатском районе Иркутской области России. Входит в состав Олойского муниципального образования. Находится примерно в 25 км к северо-востоку от районного центра.

## Население
| 2002 | 2010 | 2011 | 2012 |
| ---- | ---- | ---- | ---- |
| 176  | ↗193 | ↘192 | ↗194 |

По данным Всероссийской переписи, в 2010 году в деревне проживали 193 человека (101 мужчина и 92 женщины).